# إيتان طيب
إيتان طيب هو لاعب كرة قدم إسرائيلي في مركز الدفاع، ولد في 4 أبريل 1971 في بيسان في إسرائيل. لعب مع مكابي أخاء الناصرة.